# Grès de Potsdam
Le grès de Potsdam, formellement groupe de Potsdam, est une formation géologique datant du milieu à la fin du Cambrien située au nord des états américains de New York et du Vermont) ainsi qu'au sud du Québec. Ce grès, découvert au XIXe siècle, est formé par cimentation de grains de quartz. Il est utilisé dans la construction, les réfractaires et les garnitures de fours pour la fusion des métaux.

## Géographie
Le grès de Potsdam tire son nom de la ville de Potsdam dans l'état de New York où, en 1838, Ebenezer Emmons décrit des affleurements le long de la Rivière Raquette. Dans l'état de New York, le grès de Potsdam se trouve surtout au nord et à l'ouest des montagnes Adirondacks. Il existe également des affleurements de grès de Potsdam dans les basses terres du Saint-Laurent, à l'ouest de la vallée du lac Champlain, au nord de la vallée de la Mohawk (en), par exemple à Ausable Chasm (en), près de Plattsburgh, avec une section exposée de plus de 160 m d'épaisseur. La formation atteint son épaisseur maximale d'environ 450 m dans le nord de la plaine de Champlain. Des formations de grès de Potsdam se trouvent également dans les régions du Suroît et des Basses-Laurentides au sud du Québec. Il est reconnu dans la composition des formations de Covey Hill et de Cairnside, à Havelock et Hemmingford dans la région du Suroît.

## Stratigraphie et lithologie

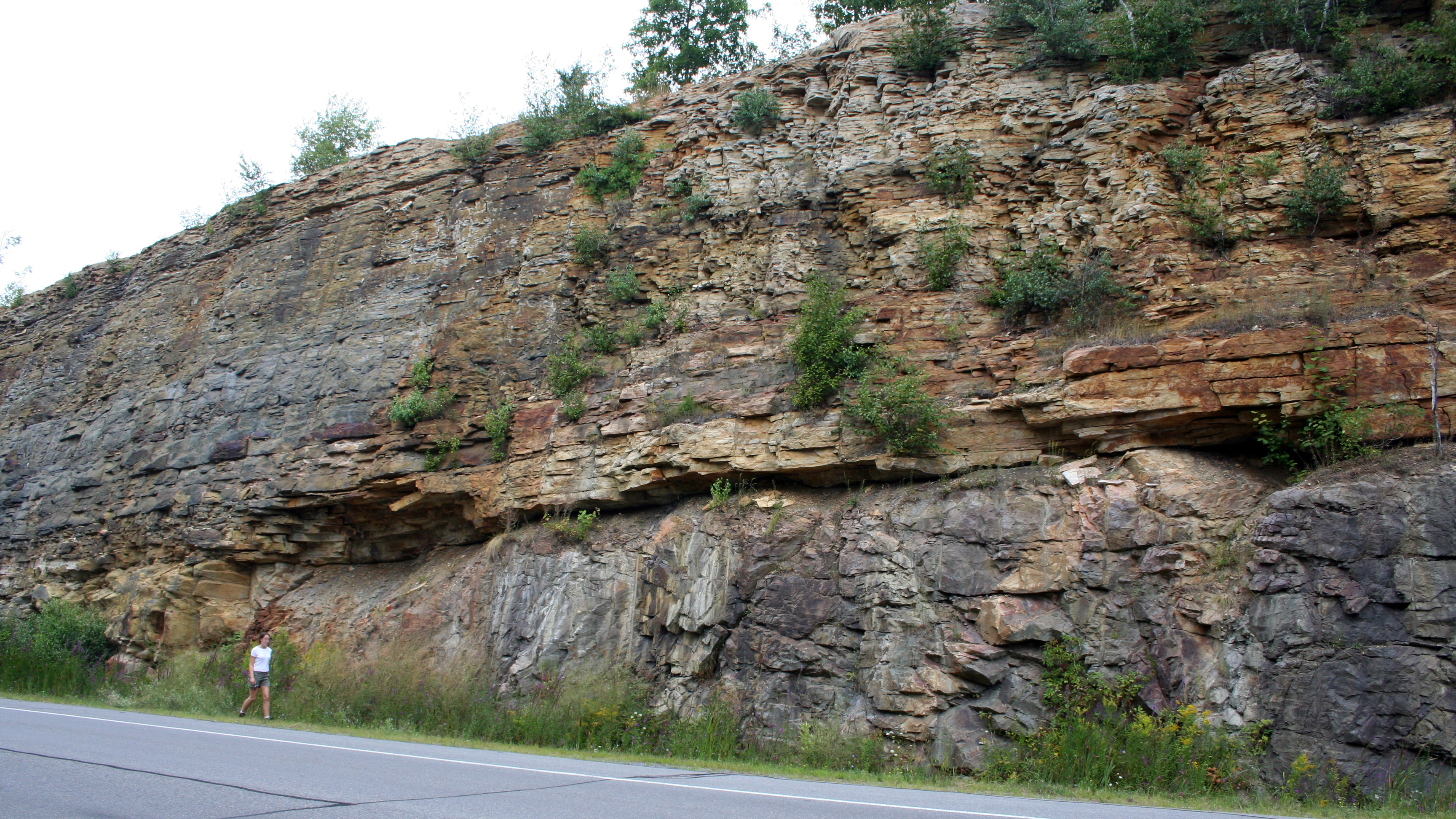
Discordance à la base des grès de Potsdam.

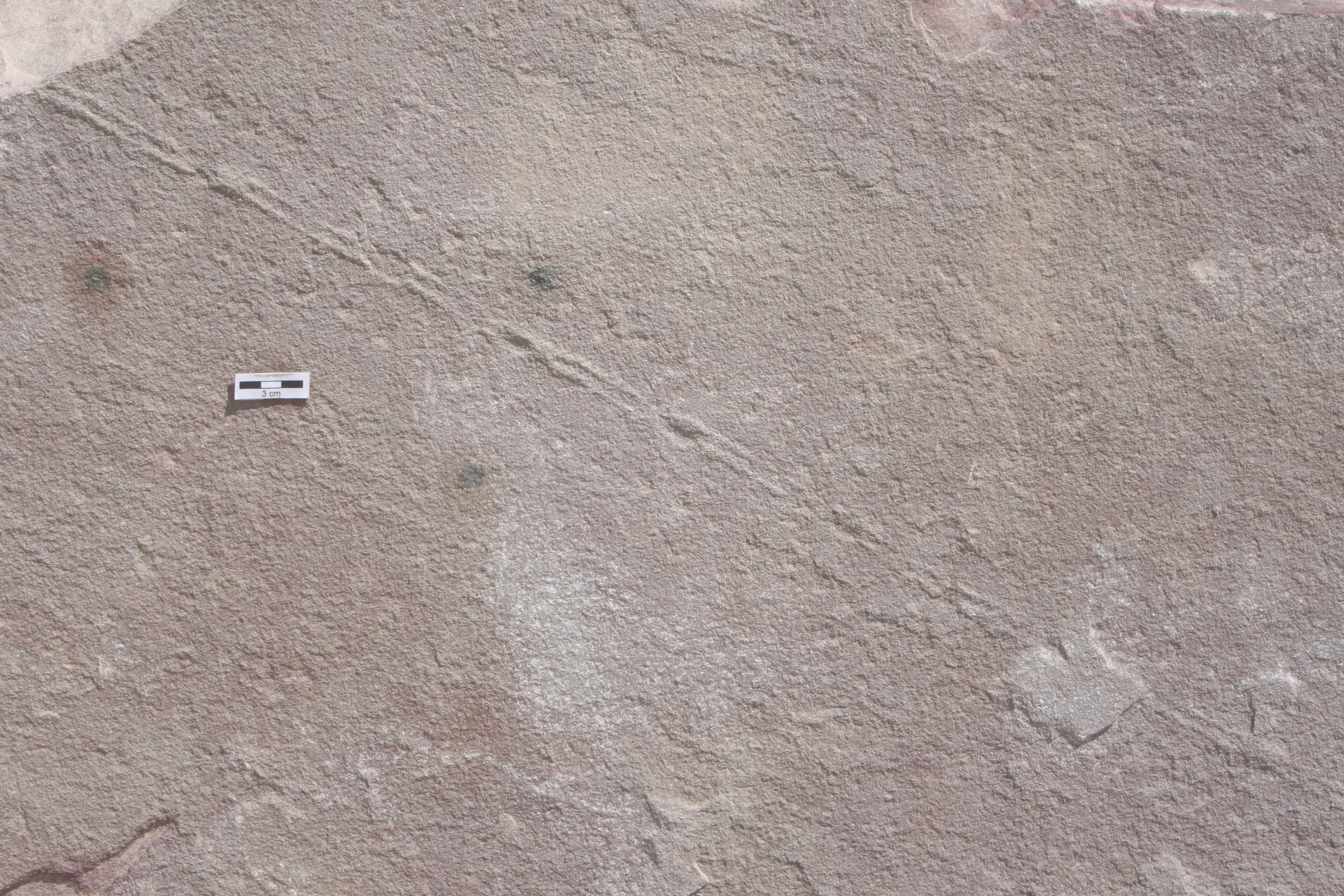
Protichnites du grès de Potsdam.

Les grès de Potsdam se déposent en discordance au-dessus des roches métamorphiques du Précambrien. Ils constituent la première unité sédimentaire de la séquence de transgression marine qui a lieu au début du Paléozoïque, le niveau de la mer augmentant et inondant progressivement le craton du paléocontinent de Laurentie. La roche, formée à partir de sédiments érodés des paysages terrestres non végétalisés, et déposée dans les milieux côtiers, se compose presque entièrement de sable de grains de quartz maintenus ensemble par cimentation. Sa couleur varie du gris à l'ocre, du jaune au rouge, souvent avec pigments rouges. La couleur rouge est due à la présence d'hématite (Fe2O3), un oxyde de fer, et la couleur jaune à la présence de goethite (FeO(OH)), un autre oxyde de fer.
La montée du niveau de la mer faisant accroître les quantités de minéraux carbonatés apportés dans les sédiments, les grès de Potsdam s'enrichissent en dolomite dans leur partie supérieure, puis encore davantage à la base dans la formation de Theresa, qui est une dolomie sableuse. Le grès de Potsdam présente plusieurs affleurements dans l'état de New York et dans l'ouest de l'Ontario mais se trouve davantage en profondeur au Québec. La formation Covey Hill à la base comporte des lits déposés en milieux continentaux et fluvio-marins alors que le Cairnside, au niveau supérieur, provient d'anciens environnements marins subtidaux à peu profonds.

## Paléontologie

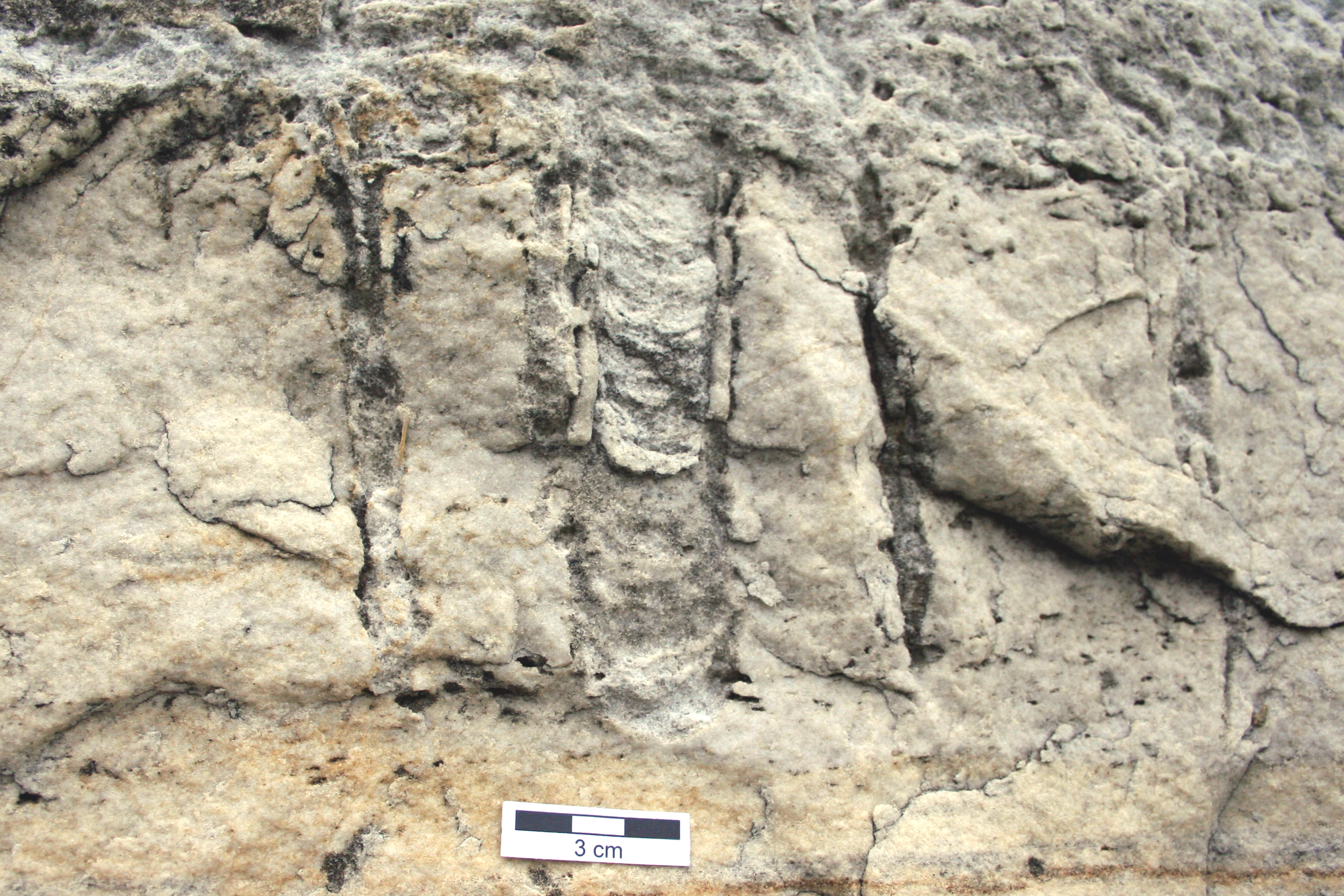
Diplocraterion dans la partie supérieure de grès de Potsdam.

Certaines traces fossiles ont été retrouvées dans le grès de Potsdam, tant verticales comme  Diplocraterion et Skolithos, qu'horizontales, comme Diplichnites, Protichnites et Climactichnites. En 1903, un bloc de grès de Potsdam de 18 tonnes prélevé dans le comté de Clinton (New York) comporte des traces de trilobites. Des traces de corps entiers de méduses se trouvent également dans le grès de Potsdam.

## Utilisation

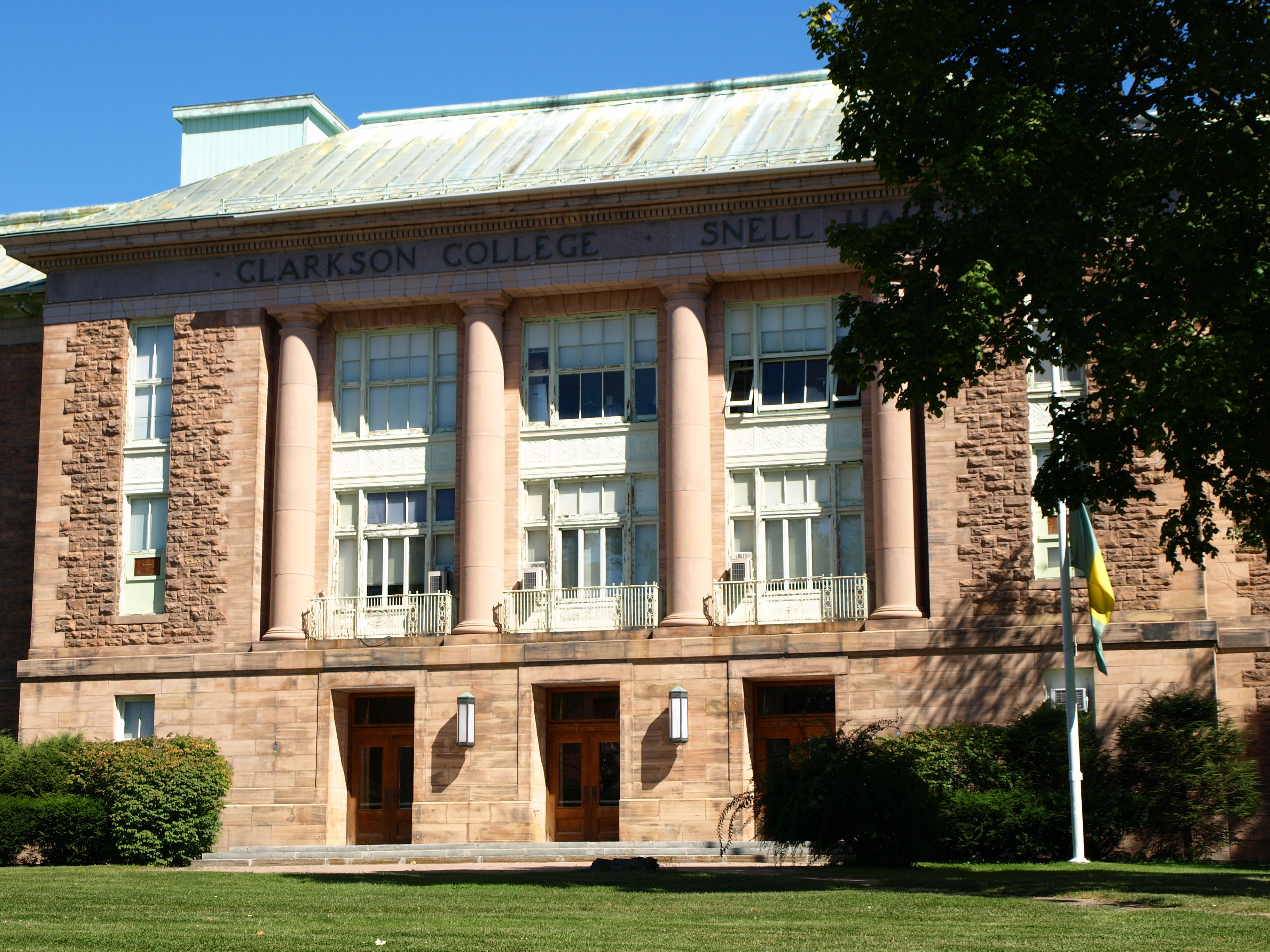
Old Snell Hall à l'Université Clarkson : revêtement en grès de Potsdam

Au XIXe siècle, le grès de Potsdam est hautement considéré comme un matériau de construction. En 1809 de vastes carrières de grès de Potsdam dans la région de Potsdam. Les propriétés de la roche, soit une haute résistance à la compression, sa coloration rougeâtre et la résistance aux intempéries, lui donnent sa valeur en tant que pierre architecturale. Le grès de Potsdam se voulait également doux et facile à sculpter mais les géologues modernes suggèrent que c'est une idée fausse. Le grès de Potsdam résiste à l'écaillage (en) exposé au feu, ce qui le rend très approprié pour l'usage comme matériau réfractaire pour la doublure des fours de fer.
Le grès local est également employé pour de nombreux bâtiments de Potsdam, ainsi que pour des fins telles que les pierres tombales et les trottoirs. Le grès de Potsdam est utilisé pour la construction de l'Édifice du Centre du Parlement du Canada à Ottawa et pour la Cathédrale de Tous-les-Saints (en) à Albany. Le grès de Potsdam et ses équivalents stratigraphiques sont aussi employés comme pierre de construction au Québec, l'extraction se faisant notamment à Havelock au Suroît.

## Équivalents
Historiquement, le nom de « grès de Potsdam » a été attribué à diverses autres formations gréseuses nord-américaines recouvrant directement des roches cristallines précambriennes, y compris au Canada ainsi qu'au sud des Grands Lacs, recouvrant des secteurs allant du Minnesota à la Pennsylvanie et à la Virginie et des tentatives ont été faites pour identifier ou mettre en corrélation les différentes roches avec la formation de Potsdam. Le grès de Nepean, autrefois appelé « grès de Potsdam » et prévalant dans l'Est de Ontario, est considéré comme un équivalent stratigraphique du grès de Potsdam. La formation basale de grès du Cambrien dans une grande partie de la partie supérieure du bassin du fleuve Mississippi et dans la région au sud des Grands Lacs est maintenant désignée comme le grès du Mont Simon (en), qui fait partie du super-groupe de Potsdam, lequel tire son nom du grès de Potsdam. Le grès de quartz arénitique (en) trouvé au Wyoming, a également été identifié dans le passé comme un grès de Potsdam.